# 모하메드 시마칸
모하메드 시마칸(프랑스어: Mohamed Simakan, 2000년 5월 3일 ~ )는 프랑스의 축구 선수이다. 그의 포지션은 수비수로, 현재 사우디 프로페셔널리그의 알나스르에서 활약하고 있다.

## 클럽 경력

### 스트라스부르
2018년 5월 16일, 시마칸은 스트라스부르와 첫 프로 계약을 체결했다. 2019년 7월 25일 마카비 하이파와의 UEFA 유로파리그 경기에서 프로 데뷔전을 치렀으며, 팀은 3-1로 승리했다.

### RB 라이프치히
2021년 3월 22일, 시마칸은 비공개 이적료에 독일의 RB 라이프치히와 5년 계약을 체결했고, 7월 여름 이적시장에서 합류하였다.

## 국가대표팀 경력
프랑스에서 태어난 시마칸은 기니 혈통이다.
리그 1의 스트라스부르에서 훌륭한 활약을 펼친 덕분에, 시마칸은 베르나르 디오메드 감독에 의해 프랑스 U-20 축구 국가대표팀에 차출되었다. 그는 슬로베니아와의 경기에서 선발로 출전해 첫 경기를 치렀고, 이 경기에서 헤딩골을 넣어 팀의 2-2 무승부를 이끌었다.

## 수상 내역
RB 라이프치히
- DFB-포칼: 2021–22[7]